# Bjala (Sliven)
Bjala (Bulgaars: Бяла) is een dorp in Bulgarije. Het dorp is gelegen in de gemeente Sliven, oblast Sliven. Het dorp ligt 12 km ten noordwesten van Sliven en 233 km ten oosten van Sofia.

## Bevolking
In de eerste volkstelling van 1934 telde het dorp 1.303 inwoners. Dit aantal verdubbelde tot een officiële record van 2.608 personen in 1965. De volkstelling van 2021 registreerde 812 inwoners - een daling van 573 personen (-41,4%) ten opzichte van 1.385 inwoners op 1 februari 2011. De gemiddelde jaarlijkse bevolkingsgroei voor de periode 2011-2021 komt uit op -4,9%, hetgeen lager is dan het landelijke gemiddelde over deze periode (-1,14%).
Van de 1.385 inwoners reageerden er 1.294 op de optionele volkstelling van 2011. Van deze 1.294 respondenten identificeerden 1.238 zich als etnische Bulgaren. Verder werden er 47 Bulgaarse Turken geteld, oftewel 3,6% van alle respondenten.
| Etnische samenstelling van de respondenten (2011) | Etnische samenstelling van de respondenten (2011) | Etnische samenstelling van de respondenten (2011) | Etnische samenstelling van de respondenten (2011) | Etnische samenstelling van de respondenten (2011) |
| ------------------------------------------------- | ------------------------------------------------- | ------------------------------------------------- | ------------------------------------------------- | ------------------------------------------------- |
|                                                   |                                                   |                                                   |                                                   |                                                   |
| Bulgaren                                          | Bulgaren                                          |                                                   | 95,7%                                             | 95,7%                                             |
| Turken                                            | Turken                                            |                                                   | 3,6%                                              | 3,6%                                              |
| Roma                                              | Roma                                              |                                                   | 0,0%                                              | 0,0%                                              |
| Anders/Onbekend                                   | Anders/Onbekend                                   |                                                   | 0,7%                                              | 0,7%                                              |

Van de 1.385 inwoners in februari 2011, waren er 98 jonger dan 15 jaar oud (7,1%), terwijl er 995 personen tussen de 15-64 jaar oud (71,8%) waren en 292 personen van 65 jaar of ouder (21,1%). In 2021 was 6% jonger dan 15, terwijl 37% 65 jaar of ouder was.
|                    | 2011 | %      | 2021 | %      |
| ------------------ | ---- | ------ | ---- | ------ |
| Bevolking (totaal) | 1385 | 100,0% | 812  | 100,0% |
|                    |      |        |      |        |
| 0-14               | 98   | 7,1%   | 49   | 6,0%   |
| 15-64              | 995  | 71,8%  | 465  | 57,3%  |
| 65+                | 292  | 21,1%  | 298  | 36,7%  |